# Polygala insignis
Polygala insignis là một loài thực vật có hoa trong họ Polygalaceae. Loài này được Klotzsch miêu tả khoa học đầu tiên.